# رودني أندرسون (سياسي)
رودني أندرسون (بالإنجليزية: Rodney Anenrson)‏ هو سياسي أمريكي، ولد في 1968 في غراند براري في الولايات المتحدة. حزبياً، نشط في الحزب الجمهوري. وقد انتخب عضو مجلس نواب تكساس.

## وصلات خارجية
- الموقع الرسمي